# Radio Berlijn
Radio Berlijn is een extended play (ep) uit 2011 van de Nederlandse band BLØF. Het is de eerste en tot nu toe enige ep van de band. Op de ep staan vijf niet eerder uitgebrachte nummers. De nummers We doen wat we kunnen en Was je maar hier zijn beide bewerkingen van het eerdere studioalbum Alles blijft anders. Het nummer Ogenblik werd ook eerder uitgebracht op de single Hou vol hou vast.
Het nummer Meer kan het niet zijn in duet met Sabrina Starke is op 30 oktober 2011 uitgebracht als single. Dit nummer is ook veelvuldig op de Nederlandse radio gedraaid. De overige nummers op de ep zijn nooit gedraaid op een radiozender.

## Nummers
1. Radio Berlijn *
2. Iedere dag *
3. Eindelijk *
4. We doen wat we kunnen (feat. Krystl)
5. Als je dit echt wilt *
6. Meer kan het niet zijn (feat. Sabrina Starke) *
7. Ogenblik (voor Sem)
8. Was je maar hier (Chew Fu Refix)

* Niet eerder verschenen.
Bandleden:

Paskal Jakobsen · Peter Slager · Bas Kennis · Norman Bonink (voormalig: Henk Tjoonk, Chris Götte)

Discografie: